# タークス・カイコス諸島

タークス・カイコス諸島
Turks and Caicos Islands

タークス・カイコス諸島（タークス・カイコスしょとう、英語: Turks and Caicos Islands）は、西インド諸島に属するタークス諸島とカイコス諸島からなるイギリス領の海外領土。首都はタークス諸島のグランドターク島にあるコックバーンタウン。

## 名称
タークスの語源はこの地に群生するサボテン（Melocactus）と言われている。カイコスはカリブ系先住民のタイノ族が話すタイノ語で、「諸島」という意味。
一方でタークスは海賊を指す単語であり、この周囲を航行する船へ向けて警告として「海賊諸島（タークス・カイコス）」と名付けられたという説もある。

## 歴史
紀元前に先住民のアラワク族が住んでいたと言われているが、スペイン人により発見された時は、無人島だった。諸島の発見は、1492年にクリストファー・コロンブスに発見されたという説があるが、1512年のファン・ポンセ・デ・レオンが発見したというのが確実である。後に、スペインはこの島々をフランスに売り飛ばし、イギリスに渡るなどあったが、スペイン船を襲う海賊が基地として利用した以外は、依然としてほぼ無人であった。1681年バミューダ諸島にいたイギリスの塩の採掘者が採掘の容易なグランドターク島に住み着いた事によって、イギリスの植民地化が進んだ。
1780年代にはアメリカ人が奴隷を連れて綿の栽培を始めていたがハリケーンの被害により、1820年に同行していた奴隷を残し去って行った。残された奴隷は漁業で生計を立てた。現在の島民はその子孫である。1799年にイギリス領のバハマに属したが、後にジャマイカに属した。1962年にジャマイカがイギリスから独立すると、単独でのイギリス直轄領となり、1965年、再びバハマに編入されたが1973年バハマの独立で、両諸島は切り離され、総督を置いた。1982年に独立する決定が出されたが、その後取り消され、現在もイギリスの海外領土である。
マイケル・ミジック首相の不正蓄財疑惑により2009年3月、イギリス首相（当時はゴードン・ブラウン）の助言に基づいて女王エリザベス2世が枢密院令を発動し、タークス・カイコス諸島の憲法のうち自治政府に関する条項を暫定的に停止して、イギリス本国から派遣される総督による直接統治を行うことと定めた。ミジックは首相を辞任し後任には野党のガルモ・ウィリアムズが就くが、8月に枢密院令が発効しウィリアムズも失職、総督の直接統治体制が発足した。2012年11月9日の議会選挙の後、自治制度が回復した。

## 政治
議院内閣制による自治。

## 行政区画
6つの地区（District）から成る。

## 地理
バハマ諸島の南40 kmに位置している。タークス諸島とカイコス諸島からなり、40の石灰岩で出来た島々からなる。うち8つの島に人が定住している。多くはサンゴ礁の平坦な島々で、樹木や表土がほとんどなく、土が少ないせいで、沈泥の量も少ない。
1990年6月にカイコス諸島のノース・カイコス島、ミドル・カイコス島およびイースト・カイコス島の沿海一帯はラムサール条約登録地となった。一帯は潮間帯の藻類の干潟、砂州、塩湖、マングローブ、ラグーン、シンクホール、湿地が多く、ウミガメ、魚類の生育場およびフラミンゴなどの水鳥の餌場となっている。一帯は特にハシグロリュウキュウガモの重要な生息地であり、石灰岩の島々にはイグアナが生息している。

## 経済
経済は主に漁業で塩の採掘、海綿、アサの輸出で栄えていたが、現在は観光とオフショア金融で栄えている。

## 交通
諸島には鉄道は無く、延長121 kmの公道はあるものの、うち舗装されているのは24 kmに過ぎず、97 kmは未舗装である。また、主な港湾はグランドターク島とプロビデンシアレス島にある。諸島には飛行場が7ヶ所あり、うち4ヶ所は舗装された滑走路を持っている。この4ヶ所のうち、3ヶ所は2,000 m、残り1ヶ所は1,000 m長の滑走路がある。残り3ヶ所の飛行場は、未舗装の滑走路であり、2ヶ所は1,000 m長であるものの、残りの1ヶ所はかなり短い滑走路である。

## 住民
住民は主に、白人と黒人の混血ムラートが63 %、黒人が33 %である。白人も少数いる。特殊技術を持つ島民の多くは、バハマで仕事を探す。ハイチから来た難民も居るが、社会の貧困層を形成している。
言葉は公用語が英語である。
宗教はプロテスタントがほとんどで、うちバプテストが41 %、メソジストが19 %、英国国教会が18 %である。

## 文化
プロビデンシアレス島では、自ら群れを離れて人と交流するようになった野生のバンドウイルカのジョジョで有名である。群から離れ一頭で暮らし「はぐれイルカ」となったジョジョは、ナチュラリストのディーン・バーナルとの交流を15年に渡り、ディーンが「信頼できる友」と呼ぶ関係を築いてきた。

### 音楽
バハマと文化的に近く、タークス・カイコスのリップ・ソーと呼ばれる音楽は、バハマのキャット島を中心とした伝統音楽であるレークン・スクラップとの共通性が高い。

### スポーツ

#### サッカー
タークス・カイコス諸島では、イギリス本土と同様にサッカーが最も人気のスポーツとなっており、1999年にサッカーリーグのプロヴォ・プレミアリーグが創設された。タークス・カイコス諸島サッカー協会によって構成されるサッカータークス・カイコス諸島代表は、FIFAワールドカップやCONCACAFゴールドカップ、並びにカリビアンカップには未出場である。

#### クリケット
クリケットも人気スポーツである。人気のあるグランドターク島とサウスカイコス諸島で年間を通じて行われる。1980年代には、ニュージーランドからの訪問チームや英国の軍艦の訪問チームもあり、定期的に試合を行っていた。タークス・カイコス諸島クリケット協会 (TCICA)も1980年代に設立され、2002年に国際クリケット評議会に加盟した。